# Isiaka Olawale
Isiaka Olawale, né le 11 novembre 1983, est un footballeur international nigérian. Il évolue au poste d'attaquant et est aussi international de beach soccer.

## Biographie
Isiaka Olawale appartient au cercle fermé des joueurs de beach soccer qui évolue également à un haut niveau dans le football à onze. L'attaquant a effectivement la spécificité de porter les couleurs de son équipe nationale de beach soccer depuis sa fondation en 2006 et d'évoluer dans le Championnat du Nigeria de football étant même aussi international de football.
En 2007, Isiaka Olawale connaît sa première sélection en équipe du Nigeria de football. Il est rappelé en 2010 pour connaître sa seconde sélection.
Au moment d'aborder la Coupe du monde de beach soccer 2011, Olawale a participé à chacune des trois dernières éditions au cours desquelles il a inscrit neuf buts, trois par tournoi, et acquis le statut de meilleur buteur nigérian de tous les temps en beach soccer. À 27 ans, Olawale est déjà un vétéran en équipe nationale dont il est le capitaine. Après avoir été meilleur buteur des qualifications africaines en 2007, il est élu meilleur joueur de l'édition 2011 du grand rendez-vous continental perdu en finale,.

## Palmarès

### En sélection
- Championnat d'Afrique de beach soccer (2)
  - Vainqueur en 2007 et 2009
  - Finaliste en 2006 et 2011

### En club
Lobi Stars FC
- Coupe du Nigeria
  - Vainqueur : 2003

### Individuel
- Championnat d'Afrique de beach soccer
  - Meilleur joueur en 2011
  - Meilleur buteur en 2007